# 114689 Tomstevens
114689 Tomstevens este un asteroid din centura principală de asteroizi.

## Descriere
114689 Tomstevens este un asteroid din centura principală de asteroizi. A fost descoperit pe 28 martie 2003 la Needville de Joseph A. Dellinger. Asteroidul prezintă o orbită caracterizată de o semiaxă mare de 2,76 ua, o excentricitate de 0,11 și o înclinație de 2,2° în raport cu ecliptica.